# Witheringia pogonandra
Witheringia pogonandra är en potatisväxtart som beskrevs av Lem.. Witheringia pogonandra ingår i släktet Witheringia och familjen potatisväxter. Inga underarter finns listade i Catalogue of Life.